# SAP ERP
SAP ERP es un software de planificación de recursos empresariales desarrollado por la compañía alemana SAP SE. SAP ERP incorpora las funciones empresariales claves de una organización. 
La última versión (SAP ERP 6.0) se publicó en 2006, y su paquete de mejoras más reciente (EHP8) se lanzó en 2016.
Los procesos de negocio incluidos en SAP ERP son: Operaciones (Distribución y Ventas, Gestión de Materiales, Planificación de Producción, Logística, y Gestión de Calidad), Finanzas (Contabilidad Financiera, Contabilidad de Gestión, Financial Supply Chain Management), Administración de Recursos Humanos (Formación, Nómina, Contratación) y Servicios Corporativos (Administración de Viajes, Medio Ambiente, Salud y Seguridad, y Gestión patrimonial).

## Desarrollo
El software ERP se construyó a partir del software anterior SAP R/3, que fue lanzado oficialmente el 6 de julio de 1992. SAP R/3 estaba compuesto de varias aplicaciones sobre SAP Basis y un conjunto de programas y herramientas middleware. Todas las aplicaciones fueron construidas sobre el Servidor de Aplicaciones web de SAP. Se utilizó un sistema de ampliaciones para incluir las nuevas características, manteniendo el núcleo lo más estable posible. El Servidor de Aplicaciones Web contenía todas las capacidades de SAP Basis. La versión R/3 Enterprise fue reemplazada por ERP Central Component (SAP ECC). Asimismo, SAP Business Warehouse, SAP Strategic Enterprise Management y el Servidor de Transacción por Internet también se fusionaron en SAP ECC, permitiendo a los usuarios ejecutarlos bajo una sola instancia. El Servidor de Aplicación Web de SAP se incorporó a SAP NetWeaver, que se introdujo en 2003. Se modificó también la arquitectura para facilitar la transición de los clientes de una arquitectura de servicios empresariales a una arquitectura orientada a servicios.
La última versión, SAP ERP 6.0, se publicó en 2006. Posteriormente, ha sido actualizado a través de los paquetes de mejora (SAP Enhancement Packages o EhPs), siendo el más reciente el paquete de mejora 8 (SAP EhP 8) en 2016.

## Implementación
SAP ERP consta de varios módulos, incluyendo Contabilidad Financiera (FI), Control (CO), Contabilidad de Activos (AA), Ventas y Distribución (SD), Gestión de Material (MM), Planificación de Producción (PP), Gestión de Calidad (QM), Gestión de Proyectos (PS), Mantenimiento Planificado (PM) y Recursos Humanos (HR). SAP ERP recoge y combina información de los diferentes módulos para proporcionar una planificación de recursos a la organización.
Fases de implementación:
- Fase 1: Preparación de Proyecto
- Fase 2: Plano de requerimientos (Business Blueprint o BBP)
- Fase 3: Realización
- Fase 4: Preparación Final
- Fase 5: Soporte de entrada en productivo

Las empresas que estén planeando implementar o actualizar un sistema SAP ERP deberían prestar estricta atención a la integración del sistema para evitar el fracaso de la implementación. Cuando el sistema está integrado, los flujos de información fluyen de forma correcta y completamente entre los distintos componentes SAP ERP, no solo dinamizando los procesos empresariales, sino también eliminando o minimizando las labores derivadas de la redundancia de datos.
La firma analista Gartner estima que del 55% al 75% de todos los proyectos ERP no consiguen cumplir sus objetivos. Entre los 10 obstáculos más importantes contra un recorrido exitoso a un ERP, 5 pueden ser abordados desarrollando e implementando un programa estructurado de gestión del cambio.

## Despliegue y costes de mantenimiento
Se ha estimado que "para una compañía de Fortune 500, los costes de software, hardware, y consultoría pueden superar fácilmente los 100 millones de dólares estadounidenses. Las grandes compañías también pueden gastar de 50 a 100 millones en actualizaciones. La implementación completa de todos los  módulos puede llevar años", lo que también se añade al precio final.[cita requerida] Las empresas de tamaño medio (menos de 1.000 empleados) son más propensas a gastar de 10 a 20 millones de dólares como mucho, y las pequeñas empresas probablemente no necesitarán un sistema SAP ERP totalmente integrado, a no ser que tengan posibilidades de aumentar su tamaño.
Los estudios independientes han mostrado que el despliegue y los costes de mantenimiento de una solución SAP pueden variar dependiendo de la organización. Por ejemplo, algunos señalan que, debido al rígido modelo impuesto por las herramientas SAP, puede ser necesario el desarrollo y mantenimiento de gran cantidad de código a medida para adaptar el sistema al modelo de negocio. Otros señalan que solo se podrá recoger el retorno de la inversión cuando haya un número suficiente de usuarios y frecuencia de uso. El despliegue de un sistema SAP también puede implicar gran cantidad de tiempo y recursos.

## Sistema de Gestión de Transportes de SAP
El Sistema de Gestión de Transportes de SAP (en inglés, SAP Transport Management System) es una herramienta dentro los sistemas SAP ERP para gestionar las actualizaciones de software, los transportes planificados, o la conexión a otros sistemas SAP. No debe confundirse con SAP Gestión de Transporte (en inglés, SAP Transportation Management), un módulo específico para facilitar la logística y la gestión de la cadena de suministro en el transporte de bienes y materiales.

## Ventajas y desventajas del ERP
Ventajas
- Permite una fácil integración global (las barreras de tipos de cambio, lengua, y cultura puede ser superadas de manera automática)
- Las actualizaciones solo necesitan hacerse una vez para implementarse en toda la empresa
- Proporciona información de tiempo real, reduciendo la posibilidad de error
- Puede crear un entorno de trabajo más eficiente para los empleados
- Los proveedores tienen la experiencia y el conocimiento para construir e implementar un sistema de la mejor forma posible
- La Interfaz de usuario es completamente adaptable, permitiendo a los usuarios finales decidir la estructura operacional del producto

Desventajas
- La relación con el proveedor queda bloqueada por contrato y capacidad de administración. Un contrato puede adherir una empresa a su proveedor hasta que éste expira, pudiendo no ser rentable el cambio de proveedor si los costes del cambio son muy altos
- Rigidez: los paquetes del proveedor pueden no encajar en el modelo de negocio de la empresa, y la adaptación puede ser costosa
- El retorno de la inversión puede llevar mucho tiempo para ser rentable
- Las implementaciones conllevan riesgo de fracaso del proyecto

## Lanzamientos
- SAP R/1 System RF: 1973
- SAP R/2 Mainframe System: 1979
- SAP R/3 Edición de Empresa 1.0 A: julio  de 1992
- SAP R/3 Edición de Empresa 3.0B (SAP R/3 4.0B): 6 de abril de 1998
- SAP R/3 Edición de Empresa 3.1l (SAP R/3 3.1I): 11 de mayo de 1998
- SAP R/3 Edición de Empresa 4.3 (SAP R/3 4.3): junio de 1998
- SAP R/3 Edición de Empresa 4.5B (SAP R/3 4.5B): 29 de marzo de 1999
- SAP R/3 Edición de Empresa 4.6B (SAP R/3 4.6B): 6 de diciembre de 1999
- SAP R/3 Edición de Empresa 4.6C (SAP R/3 4.6C): 3 de abril de 2000
- SAP R/3 Edición de Empresa 4.6F
- SAP R/3 EMPRESA 47X110: 15 de julio de 2002
- SAP R/3 EMPRESA 47X200: 22 de septiembre de 2003
- SAP ERP Central Component (ECC) 5.0: 21 de junio de 2004
- SAP ERP Central Component (ECC) 6.0: 24 de octubre de 2006
- SAP S/4 HANA Finance 1503: marzo de 2015
- SAP S/4 HANA 1511: noviembre de 2015
- SAP S/4 HANA Cloud 1603: marzo de 2016
- SAP S/4 HANA Cloud 1605: mayo de 2016
- SAP S/4 HANA Finance 1605: mayo de 2016
- SAP S/4 HANA Cloud 1608: agosto de 2016
- SAP S/4 HANA 1610: octubre de 2016
- SAP S/4 HANA Cloud 1611: noviembre de 2016
- SAP S/4 HANA Cloud 1702: febrero de 2017
- SAP S/4 HANA Cloud 1705: mayo de 2017
- SAP S/4 HANA Cloud 1708: agosto de 2017
- SAP S/4 HANA Cloud 1709: 15 de septiembre de 2017[13]
- SAP S/4 HANA Cloud 1711: 7 de noviembre de 2017[14]
- SAP S/4 HANA Cloud 1802: 5 de febrero de 2018[15]
- SAP S/4 HANA Cloud 1805: mayo de 2018
- SAP S/4 HANA Cloud 1808: agosto de 2018
- SAP S/4 HANA 1809: septiembre de 2018
- SAP S/4 HANA Cloud 1811: noviembre de 2018
- SAP S/4 HANA Cloud 1902: febrero de 2019
- SAP S/4 HANA Cloud 1905: mayo de 2019

### Paquetes de Mejora para SAP ERP (SAP EhPs)
La última versión (SAP ERP 6.0) se lanzó en 2006. Desde entonces, funcionalidad adicional para SAP ERP 6.0 ha sido entregada a través de Paquetes de Mejora de SAP (Enhancement Package o EhP). 
Estos paquetes de mejora permiten a los clientes de SAP gestionar e implementar nuevas funcionalidades. Los paquetes de mejora son opcionales; los clientes pueden escoger qué nuevas capacidades implementar.
Los paquetes de mejora no requieren una actualización clásica del sistema.
El proceso de instalación de estos paquetes consiste en dos pasos diferenciados:
- Instalación técnica del paquete
- Activación de las nuevas funcionalidades

La instalación técnica no modifica el comportamiento de sistema. La instalación de nuevas funcionalidades está separada de su activación y las empresas pueden elegir qué funciones empresariales quieren activar. Esto significa que, incluso después de instalar una función empresarial nueva, no hay ningún cambio en la funcionalidad existente antes de la activación. Activar una función empresarial para un proceso no tendrá ningún efecto en los usuarios que trabajan con otras funcionalidades.
El paquete de mejora más reciente para SAP ERP 6.0 fue el EhP8, liberado en 2016. EhP8, además de las nuevas funcionalidades, sirve como la base para la transición a la nueva suite de negocio SAP S/4HANA.
Lanzamientos de paquetes de mejora SAP
- Paquete de mejora 1 para SAP ERP 6.0 (EHP1 para SAP ERP 6.0): 21 de diciembre de 2006
- Paquete de mejora 2 para SAP ERP 6.0 (EHP2 para SAP ERP 6.0): 27 de julio de 2007
- Paquete de mejora 3 para SAP ERP 6.0 (EHP3 para SAP ERP 6.0): 7 de diciembre de 2007
- Paquete de mejora 4 para SAP ERP 6.0 (EHP4 para SAP ERP 6.0): 21 de noviembre de 2008
- Paquete de mejora 4 para SAP ERP 6.0 sobre el paquete de mejora para SAP NetWeaver 7.0 (EHP4 para SAP ERP 6.0/ NW7.01): 21 de noviembre de 2008
- Paquete de mejora 5 para SAP ERP 6.0 (EHP5 para SAP ERP 6.0): 12 de julio de 2010
- Paquete de mejora 6 para SAP ERP 6.0 (EHP6 para SAP ERP 6.0): 24 de agosto de 2011
- Paquete de mejora 7 para SAP ERP 6.0 (EHP7 para SAP ERP 6.0): 13 de agosto de 2013
- SAP Fiori 1.0 (UI para EHP7 de SAP ERP 6.0): 29 de noviembre de 2013
- Paquete de mejora 8 para SAP ERP 6.0 (EHP8 para SAP ERP 6.0): 20 de enero de 2016